# Vesnický kostel (Cunnersdorf)
Vesnický kostel v Cunnersdorfu (německy Dorfkirche Cunnersdorf) je novorománská sakrální stavba postavená v letech 1854–1855 königsteinským stavitelem Oskarem Hofmannem. Památkově chráněný vesnický kostel náleží k Evangelicko-luterské církevní obci Königstein-Papstdorf.

## Historie
První písemná zmínka o cunnersdorfském kostele, filiálním k papstdorfskému, pochází z roku 1430, kdy byl farnosti (náležející k Českému království) přidělen nový kněz. Po zavedení reformace se staly oba kostely filiálními k městskému kostelu v Königsteinu, ale již roku 1578 se stal papstdorfský vesnický kostel opět farním s filiálkou v Cunnersdorfu. Původní kostel stál v jižní části vsi v lokalitě lichten Kirchhofe, a protože svou kapacitou přestal vyhovovat, byl ve střední části vsi v roce 1604 postaven nový renesanční. Velká oprava proběhla v roce 1800. V letech 1854–1855 byl postaven nový novorománský kostel, jehož svěcení proběhlo 8. října 1855. Stavby se ujal stavitel Oskar Hofmann z nedalekého Königsteinu. Větších rekonstrukcí se kostel dočkal v letech 1904 a 1984–1988.
Kostel náleží k Evangelicko-luterské církevní obci Königstein-Papstdorf a slouží k pravidelným bohoslužbám. Je chráněný jako kulturní památka s číslem 09223492.

## Popis
Jednolodní sálový kostel byl postaven v novorománském slohu. Stojí na obdélníkovém půdorysu a k severní stěně přiléhá sakristie. Rizalit jižního průčelí přechází v kamennou věž postavenou z pískovcových kvádrů. Ve věži, zakončené špičatou helmicí, je umístěna zvonice. Ke zdobenému hlavnímu portálu vede kamenné schodiště. V bočních stěnách jsou ve dvou řadách umístěná okna; ve spodní řadě jsou obdélníková, zatímco větší okna horní řady zakončuje jednoduchý oblouk a doplňuje kružba.
Vnitřní zařízení kostela je velmi prosté, část mobiliáře je pozdně barokní a klasicistní a pochází z předchozí stavby. Při severní stěně je umístěný kazatelnový hlavní oltář s obrazem Ukřižování Ježíše Krista z roku 1666, pod nímž je umístěn mešní obraz s motivem Poslední večeře Páně. Ze stejné doby jako hlavní oltářní obraz pochází plátno zobrazující ukládání Ježíše do hrobu. Interiér doplňuje také kamenná křtitelnice a obraz s motivem modlícího se muže umístěný na jižní stěně. Podél dlouhých bočních stěn stojí dvoupatrové galerie. Při jižní stěně je umístěná jednopatrová kruchta s varhanami od pirenského varhanáře Karla Augusta Schrötera, které disponují dvěma manuály a sedmnácti rejstříky.

## Okolí kostela
Kostel je umístěný na okraji střední části vsi Cunnersdorf v místech, kde se střetávají úpatí stolových hor Gohrisch (448 m) a Papststein (451 m). Kolem kostela se rozkládá používaný hřbitov (rozšířen roku 1884) s márnicí obehnaný kamennou zdí. Přibližně 500 metrů jihovýchodně stojí areál zámečku Forsthof.

## Galerie

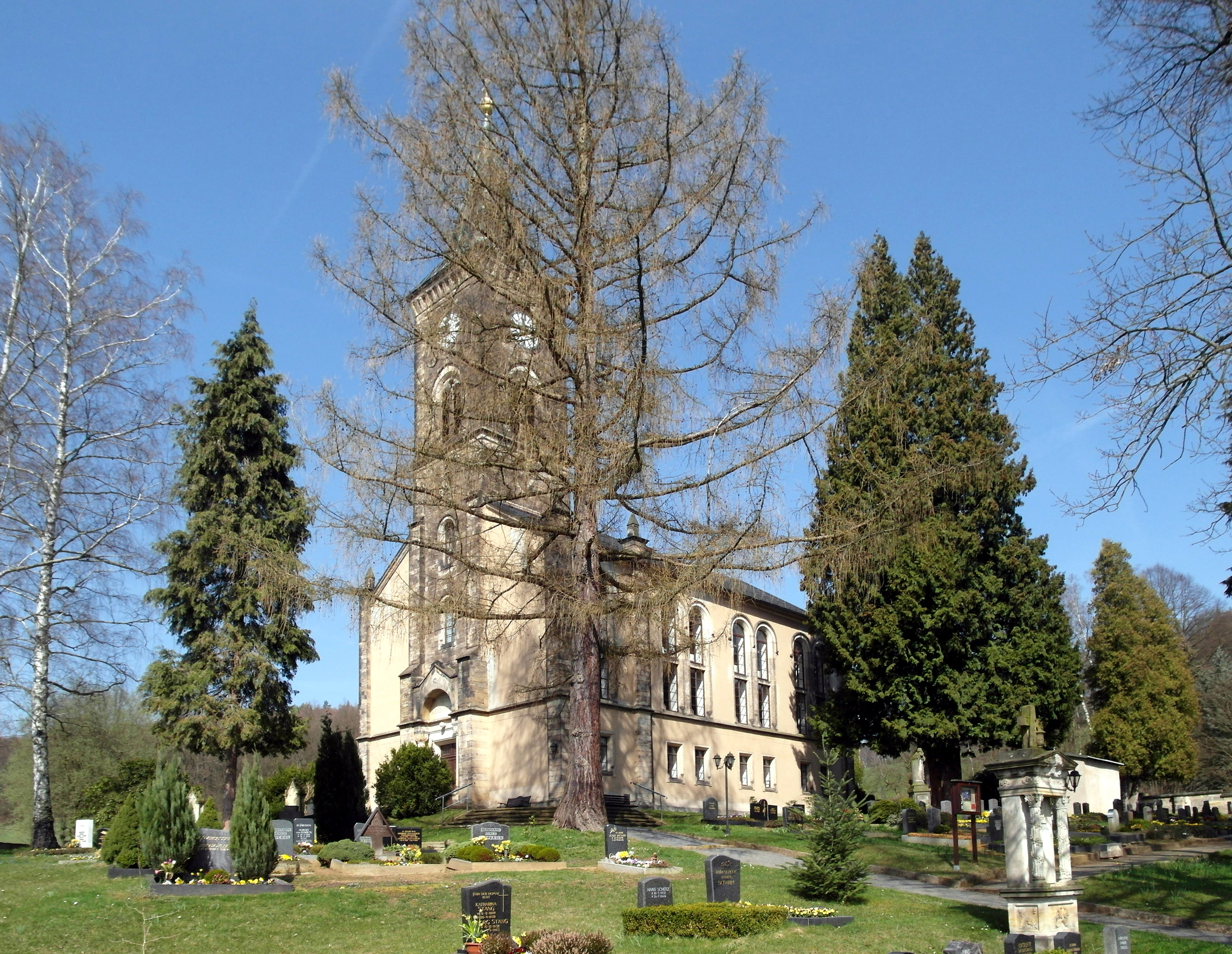
Jihovýchodní pohled
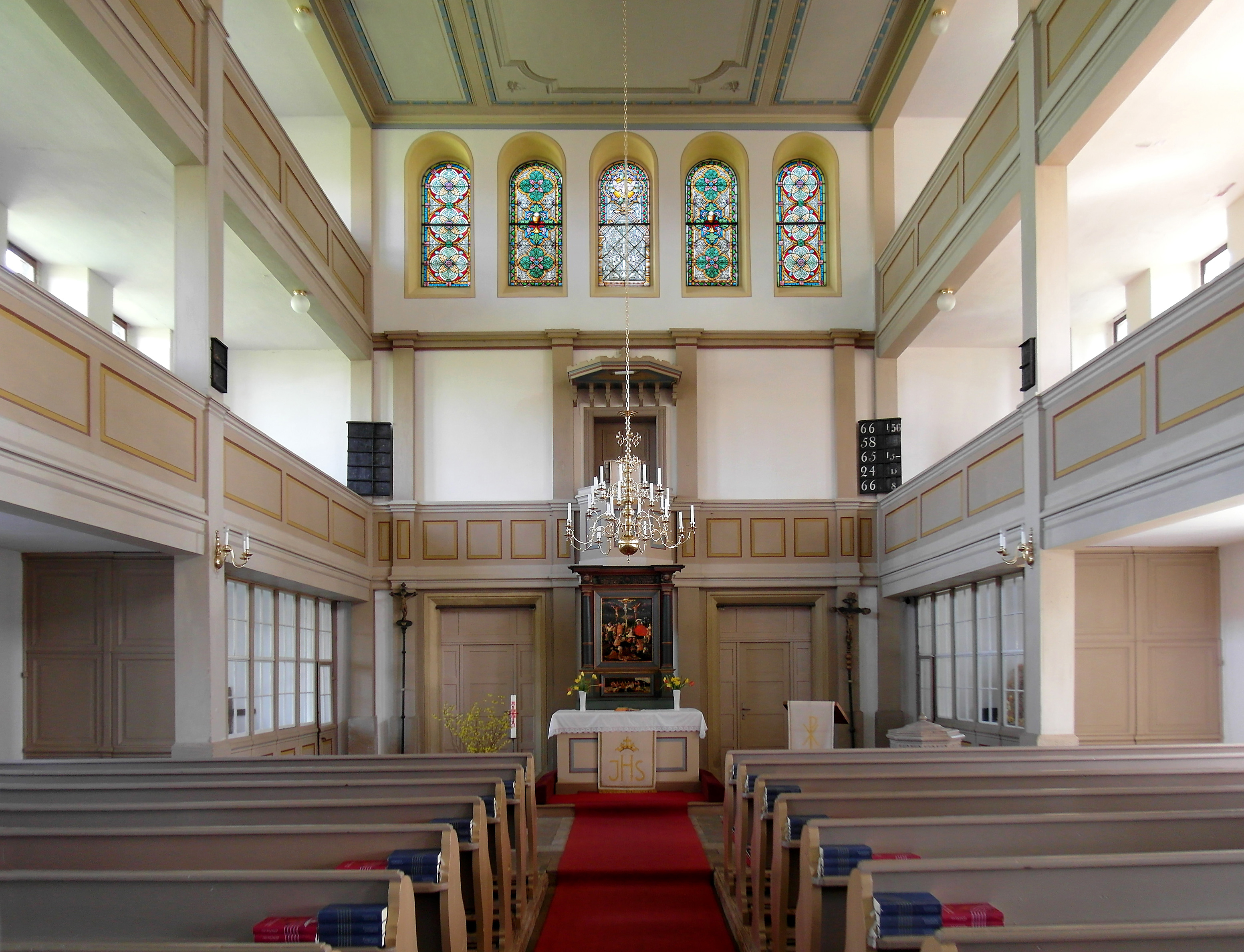
Severní část lodi a kněžiště
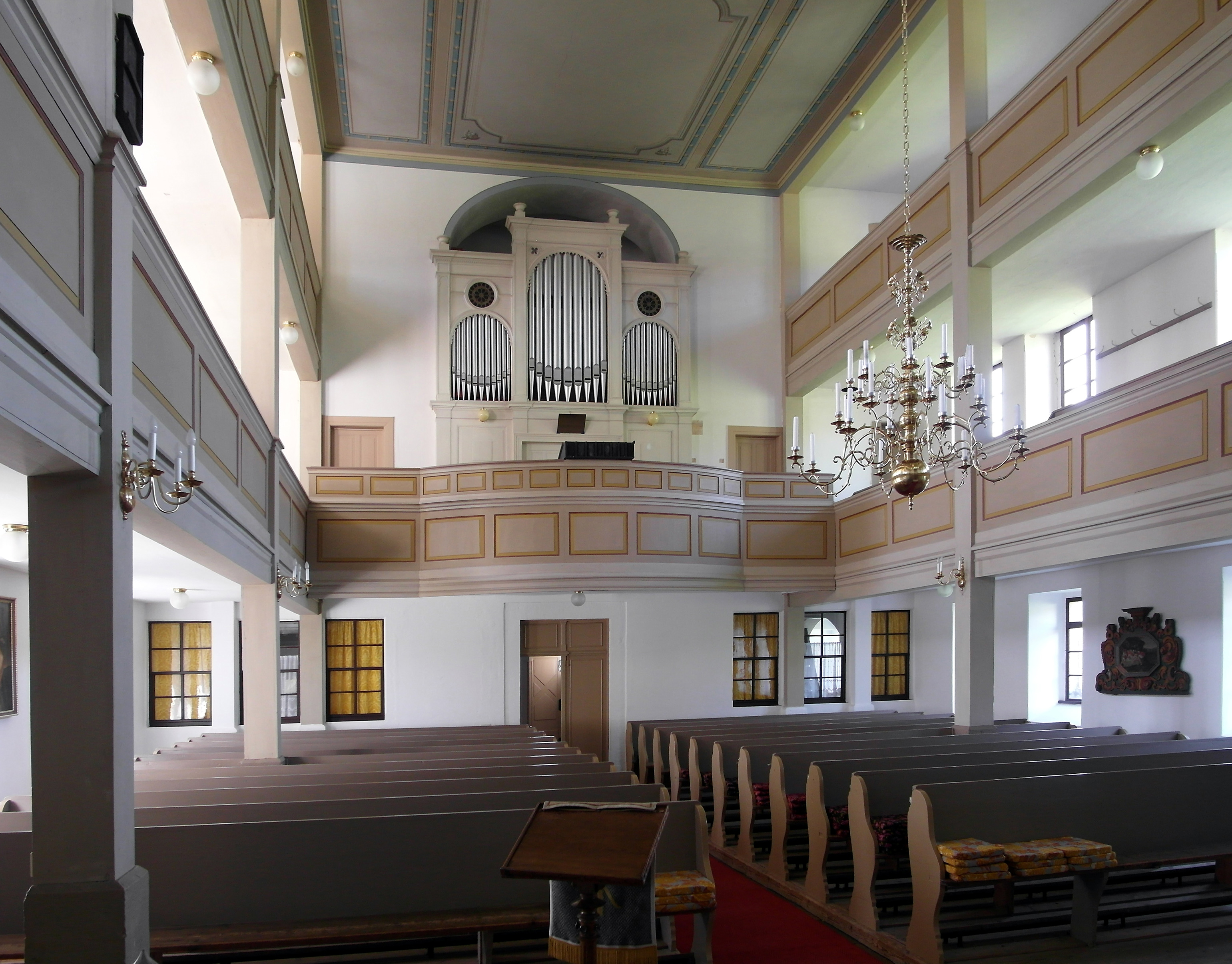
Jižní část lodi s kruchtou
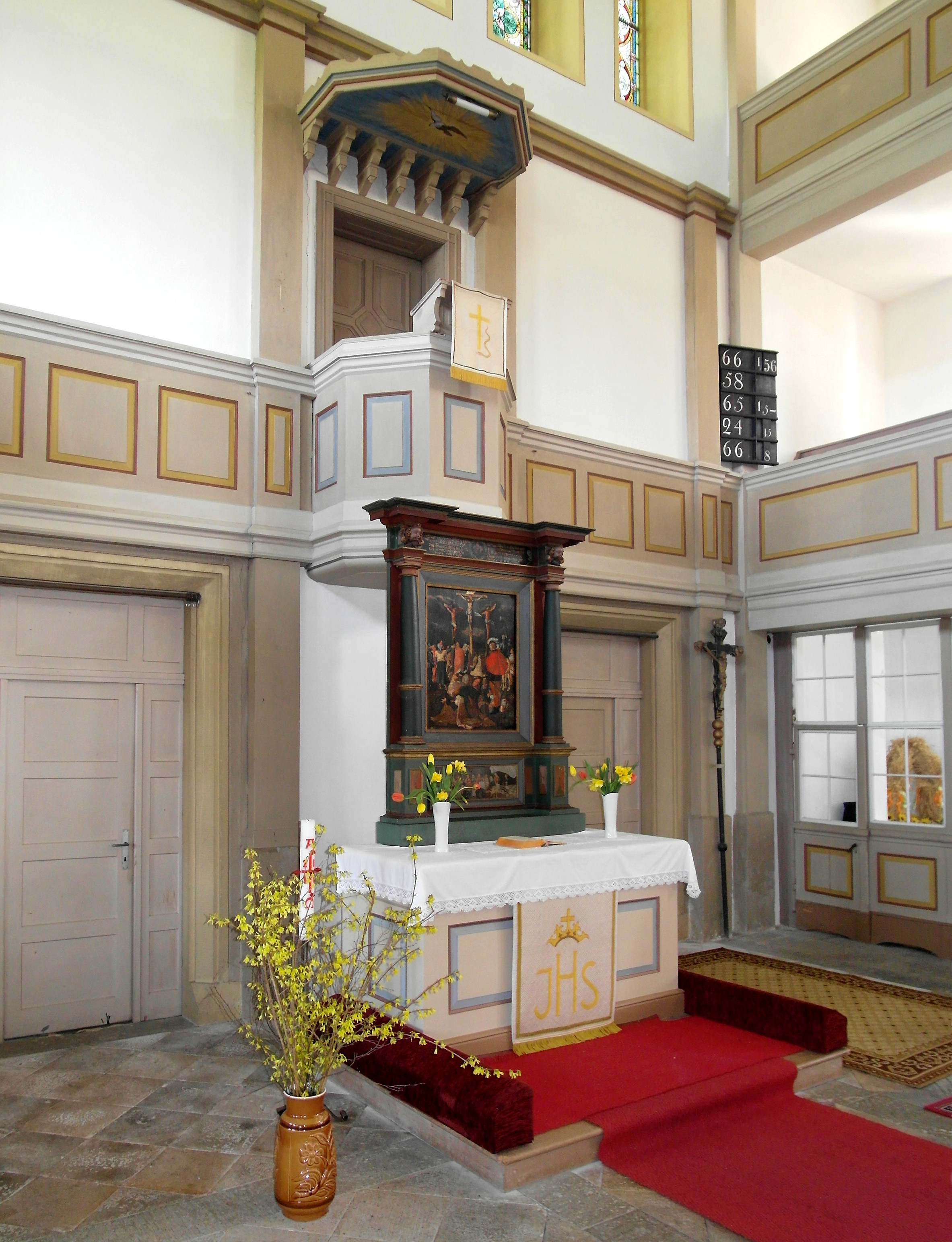
Kazatelnový oltář
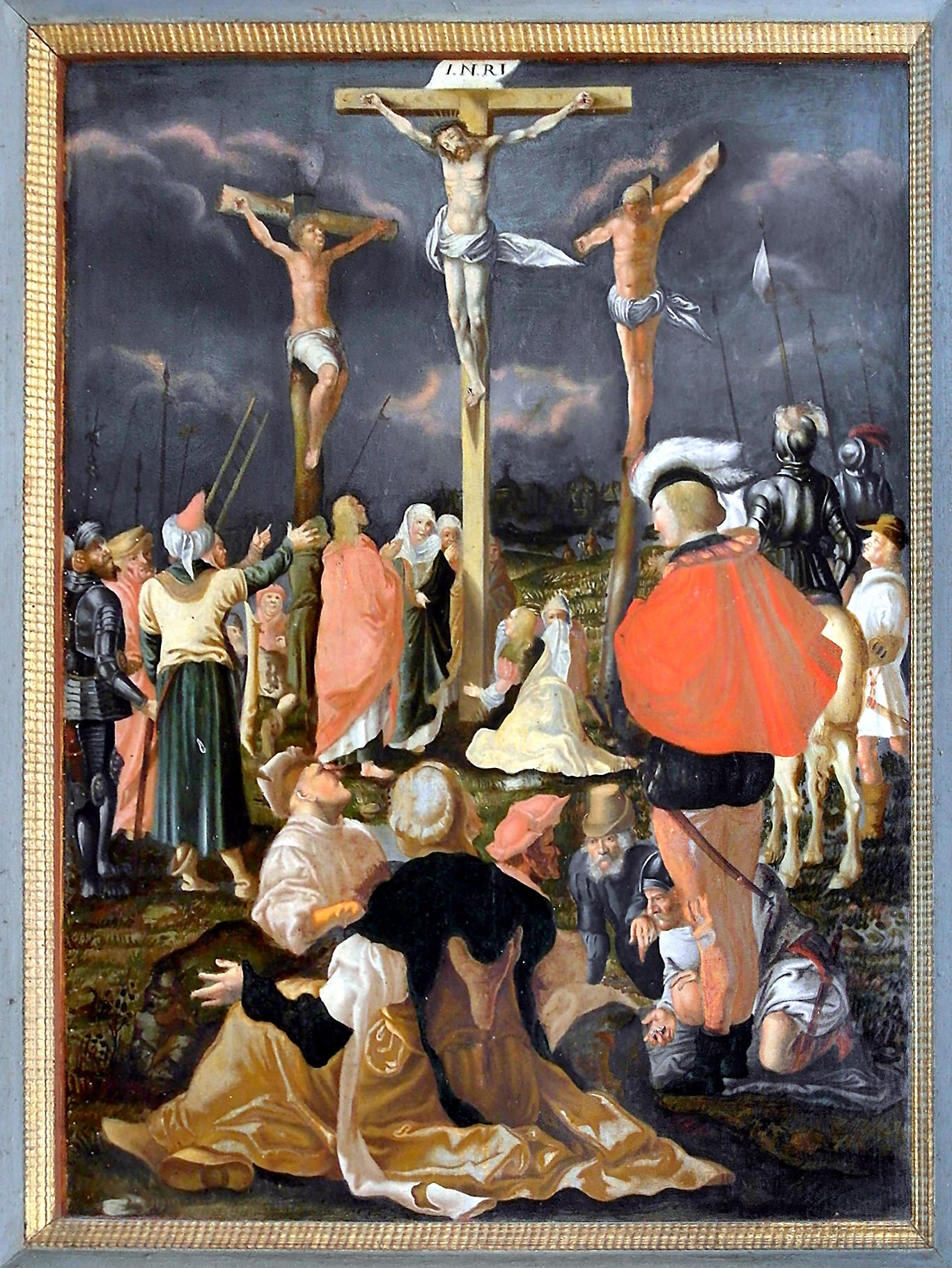
Hlavní oltářní obraz
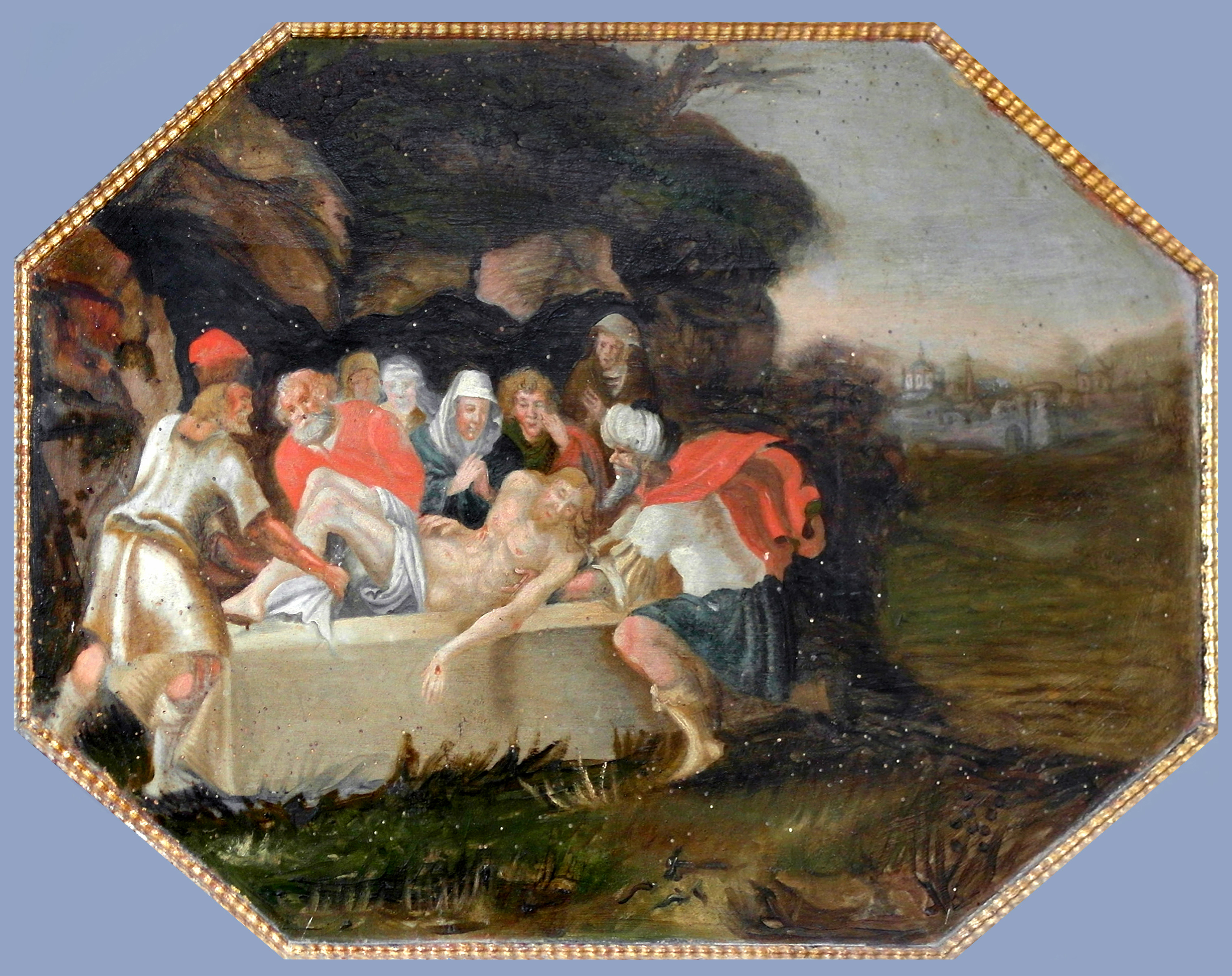
Ukládání Ježíše Krista do hrobu